# N1K Kjófú
A Kawanishi N1K Kyōfū (japánul: 強風 / Kjófú -erős szél-, amerikai kódneve: „Rex”) egy japán úszótalpas vadászgép volt melyet a Japán Birodalmi Haditengerészet használt a II Világháború végén. Később a Kawanishi N1K-J Shiden (japánul: 紫電/ "Ibolyakék villám") variáns terjedt el amely szakított a hidroplán koncepcióval, inkább egy hagyományos, földi bázisokról üzemeltethető vadászgépet testesített meg. Nehéz fegyverzetének, strapabíró szerkezeti felépítésének és manőverező képességének köszönhetően az N1K-J az egyik legjobb vadászgép volt, amely még az amerikai F4U Corsair és P–51 Mustang vadászgéppel is sikerrel vehette fel a versenyt. Nyilvánvaló előnyei ellenére azonban nem tudta számottevően befolyásolni a háború kimenetelét mivel túl későn vetették be és csak korlátozott számban gyártották.

## Tervezés és felépítés
A Kawanishi N1K-t eredendően hidroplán vadászgépnek tervezték amely a szárazföldi és anyahajó bázisú repülőgépekkel ellentétben szabadon szállhatott fel illetve landolhatott a Csendes-óceánon. Ez harctéri rugalmasságot biztosított a típus számára a támadó hadműveletekben de a háború előrehaladtával japán egyre inkább védekezésre szorult, ezért hasonló rendeltetésű vadászgépek alkalmazására már nem volt szükség. A hidroplánok ellen szólt még a törzs és a szárnyak aljára szerelt nagy méretű tartályok, melyek növelték a gép légellenállását és negatív befolyással voltak a repülőgép manőverező képességére is.
A Kawanishi vállalat mérnökei, mindazonáltal komoly potenciált láttak az N1K vadászrepülőben így 1941 végén a cég saját vállalkozásként kezdett hozzá egy szárazföldről üzemeltethető változat tervezéséhez. Az eredeti középszárnyas elrendezést megtartották, a légcsavar lapátok hosszát viszont megnövelték, ezért hosszú szárú futóműveket alkalmaztak hogy a légcsavar lapátok végei felszállás közben ne csapódjanak a földbe. A repülőgép egyik egyedi jellemzője volt az automatikus féklap állítás ami könnyebbé tette a repülőgép kezelését a pilóta számára. 
A prototípust Nakajima NK9A Homare 11 típusú csillagmotorral szerelték, felváltva a korábbi N1K variánsnál használt, gyengébb teljesítményű Mitsubishi MK4C Kasei 13-at. Az első felszállására 1942 December 27-én került sor, ekkor derült fény a típus hibáira. A Nakajima Homare csillagmotor ugyanis nem nyújtott megfelelő teljesítményt, ráadásul tesztelés hiányában és túl korán került sorozatgyártásra, ezért gyakoriak voltak a műszaki hibák. Az elégtelen hőkezelés miatt, leszálláskor könnyedén elhasadtak a futóművek gumiabroncsai, ami sok esetben a vadászgép elvesztéséhez vezetett. A nyilvánvaló hiányosságok ellenére a tesztsorozat bebizonyította hogy az új repülőgép ígéretes. Mivel a prototípus a A6M Zero és Mitsubishi J2M Raiden repülőgépeket is meggyőzően felül múlta, a haditengerészet N1K1-J elnevezéssel jóváhagyta a típus sorozatgyártását.
Négy nappal a Shiden első tesztrepülése után a japán mérnökök hozzá láttak egy olyan változat megépítéséhez mellyel a prototípus hibáit akarták orvosolni. Ennek a variánsnak az N1K2-J típusjelzést adták. Az N1K1-J középszárnyas elrendezése helyett az N1K2-J alsószárnyas kivitelben készült. Ez az elrendezés lehetővé tette rövidebb hosszúságú futóművek használatát mivel a szárnyak nagyjából egy vonalba kerültek a repülőgéptörzs alsó részével. A törzset meghosszabbították, a függőleges vezérsíkot áttervezték. Az N1K1-J repülőgép szerkezeti egységeinek mintegy kétharmadát vették csak át, ezért az új konstrukció több mint 235 kg-mal könnyebbé vált. Végeredményül egy könnyebb, gyorsabb és megbízhatóbb repülőgéphez jutottak, bár a motorral kapcsolatos műszaki problémákat nem sikerült teljes mértékben megoldani. A prototípus 1944. január 1-jén emelkedett a levegőbe, a próbák teljesítését követően pedig már ez év áprilisában megkezdték az N1K2-J "Shiden-Kai" (japánul:紫電改) sorozatgyártását.

## Típusváltozatok
- N1K1 Kjófú
- N1K1: hagyományos hidroplán változat, 1943 elején használták
- N1K2: nagyobb teljesítményű motorral felszerelt változat, nem épült meg
- N1K1-J Shiden
- N1K1-J: Prototípusok: N1K1 Kjófú továbbfejlesztett változata, 1820 LE teljesítményű Nakajima Homare 11 motorral, 9 darab épült belőle
- N1K1-J Shiden: szárazföldi repterekről üzemeltethető elfogóvadász, Model 11: Első szériás modell: 1990 LE-s Homare 21 motorral, módosított motorburkolattal, két 7,7 mm Type 97 géppuskával és két 20 mm-es Type 99 gépágyúval volt ellátva
- N1K1-Ja, Model 11A: Fegyverzete 4 db 20 mm-es Type 99 típusú szárnyba épített gépágyúból állt. Az orr-részbe épített 2 db 7,7 mm-es géppuskát elhagyták
- N1K1-Jb, Model 11B: Hasonlított a 11A variánshoz. Két darab 250 kg hordozására volt alkalmas
- N1K1-Jc,Model 11C: A 11 B modellből kifejlesztett vadászbombázó változat. A szárnyakon négy felfüggesztési pontot alakítottak ki a bombák számára
- N1K1-J KAIa: Segédrakétával felszerelt kísérleti változat
- N1K1-J KAIb: Zuhanóbobázásra átalakított változat. Fegyverzete egy 250 kg-os bombából és hat darab rakétából állt
- N1K2-J Shiden-KAI
- N1K2-J Prototípusok: Az N1K1-Jb áttervezett változatának felelt meg. Alsó szárnyas kivitelben, áttervezett futóművel és motorburoklattal, módosított függőleges vezérsíkkal és repülőgéptörzzsel készült. Összesen 8 darab épült belőle
- N1K2-J Shiden KAI: Szárazföldi repterekről üzemeltethető elfogóvadász, Model 21: első sorozatban gyártott modell
- N1K2-Ja,Model 21A: Vadászbombázó változat. A típus négy darab 250 kg-os bomba hordozására volt alkalmas
- N1K2-K Shiden KAI-Rensen: Ez volt az N1K-J kétüléses kiképző változata

### Későbbi változatok
- N1K3-J Shiden KAI 1, Model 31 Prototípusok: 13,2 mm Type 3 géppuskákkal felszerelt változat, 2 darab épült belőle
- N1K3-A Shiden KAI 2, Model 41: N1K3-J repülőgép hordozóról üzemeltethető változata. Nem épült meg
- N1K4-J Shiden KAI 3, Model 3: 2000 LE teljesítményű Homare 23 motorral felszerelt variáns, 2 darab készült belőle
- N1K4-A Shiden KAI 4, Model 4: Az N1K4-J repülőgép hordozóról üzemeltethető kísérleti változata, 1 példány
- N1K5-J Shiden KAI 5, Model 25: Magassági elfogóvadász. Csak tervezet

## Technikai adatok (N1K2-J)
- Legénység: 1 fő

### Méretek
- Hossz: 9,30 m
- Fesztávolság: 12 m
- Magasság: 3,90 m
- Szárnyfelület: 23,5 m²

### Motor
- Nakajima Homare NK9H, tizennyolc hengeres csillagmotor
- Teljesítmény: 1990 LE (1480 kW)

### Tömeg
- Üres tömeg: 2656 kg
- Terhelt tömeg: 4000 kg
- Legnagyobb felszálló tömeg: 4860 kg

### Repülési teljesítmények
- Maximális sebesség: 594 km/h
- Csúcsmagasság: 10 800 m
- Emelkedési sebesség: 20,3 m/s
- Szárny felületi terhelése: 166 kg/m²
- Hatótávolság: 2395 km

### Fegyverzet
- Géppuskák: 4 darab szárnyba épített Type 99 20 mm-es gépágyú, 800 lőszerrel
- Bombateher: 2× 250 kg bomba
- Pótüzemanyag tartály: 1× 400 L

## Fordítás
- Ez a szócikk részben vagy egészben  a   Kawanishi N1K című angol Wikipédia-szócikk fordításán alapul.  Az eredeti cikk szerkesztőit annak laptörténete sorolja fel. Ez a jelzés csupán a megfogalmazás eredetét és a szerzői jogokat jelzi, nem szolgál a cikkben szereplő információk forrásmegjelöléseként.